# كينتا واتانابي
كينتا واتانابي (باليابانية: 渡辺 健太) (مواليد 28 أبريل 1998)، هو لاعب كرة قدم سابق كان يلعب كحارس مرمى.

## وصلات خارجية
- كينتا واتانابي على موقع رابطة كرة القدم اليابانية للمحترفين (اليابانية)
- كينتا واتانابي على موقع قاعدة بيانات كرة القدم.إي يو (الإنجليزية)
- كينتا واتانابي على موقع Soccerway.com (الإنجليزية)
- كينتا واتانابي على موقع عالم كرة القدم.نت (الإنجليزية)